# David Ascalon

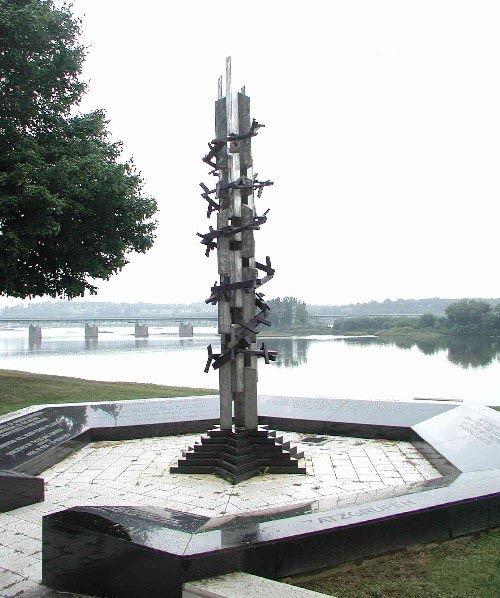
Holocaust-Denkmal in Harrisburg, Pennsylvania

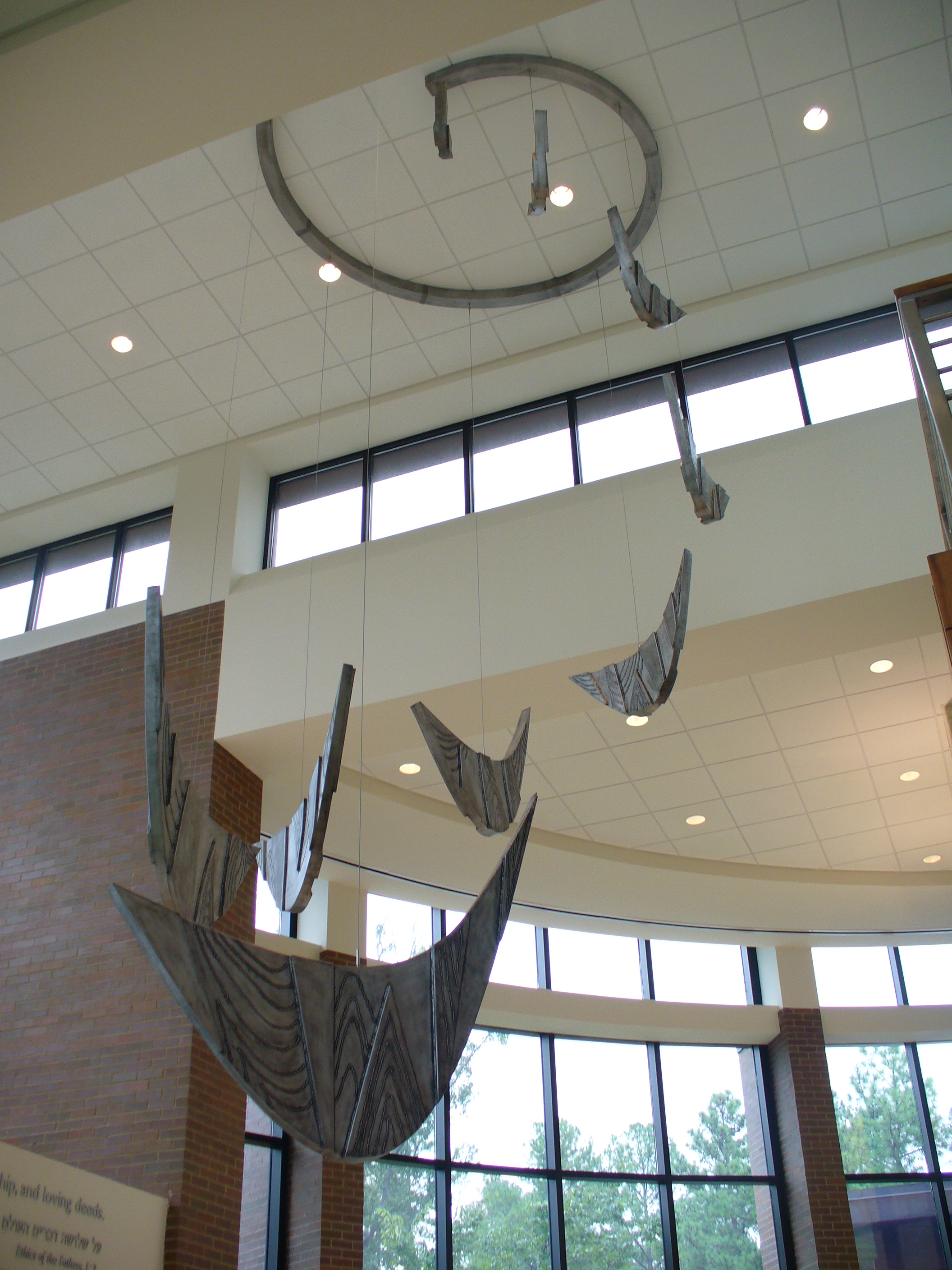
"Wings to the Heavens" (2008) Memphis, Tennessee USA

David Ascalon (* 8. März 1945 in Tel Aviv, Palästina) ist ein amerikanisch-israelischer Künstler und Bildhauer. Er ist der Vater des Industriedesigners Brad Ascalon.

## Leben
Schon als Kind erhielt David Ascalon Unterricht in Kunst und Bildhauerei von seinem Vater, dem in Ungarn geborenen Bildhauer und Produktdesigner Maurice Ascalon (1913–2003).
Als Teenager siedelt er zusammen mit seiner Familie in die USA über, da der Vater der Ansicht war seine Kinder würden hier eine bessere Ausbildung erhalten. An der California State University fing Ascalon an Kunst und Design zu studieren, um dann am Pratt Institute in New York seinen Abschluss in Architektur und Innen-Design zu machen. Während der 70er Jahre arbeitet er als Innendesigner für verschiedene Firmen in New York und für den israelischen Architekten Arieh Elhanani in Tel Aviv. Auf der Suche nach direkteren künstlerischen Ausdrucksmitteln für die Architektur, experimentierte er an Skulpturen aus Metall und kreierte mehrere abstrakte Kompositionen mit dem Schweißbrenner.
1977 zog Ascalon dann nach Philadelphia, um dort zusammen mit seinem Vater die Ascalon Studios zu gründen. Ascalon fing jetzt an, sich auf standortspezifische Kunst für öffentliche Platze und Kirchen zu konzentrieren. In den Jahren seit der Gründung erstellte das Studio hunderte von Projekten, angefangen von riesigen Skulpturen über liturgische Kirchenglasfenster bis hin zu Mosaik-Wänden in ganz Nordamerika. Viele seiner Arbeiten zieren Synagogen und andere Andachtshäuser. Unter den Skulpturen befinden sich auch eine ganze Reihe von Holocaust-Denkmäler, die Tribut an die Opfer der Gräueltaten (auch in seiner eigenen Familie) zollen.
David Ascalon wurde von vielen internationalen Design-Komitees ausgezeichnet, darunter auch vom Forum für Religion, Kunst und Architektur des American Institute of Architects (AIA). Ascalon ist außerdem Präsident der Amerikanischen Innung für Jüdische Kunst.
Sein Bruder Adir Ascalon († 2003) arbeitete mit dem bekannten mexikanischen Maler David Alfaro Siqueiros zusammen.